# Campeonato Paraguayo de Rugby
El Campeonato Paraguayo de Rugby es la máxima competición de clubes de rugby en el Paraguay.
Se disputa desde el año 1970, es organizado por la Unión de Rugby del Paraguay.
El actual campeón del torneo es el equipo San Jose Rugby & Hockey Club, quienes obtuvieron su título número 14 (2024).

## Participantes
- CURDA[2]
- Cristo Rey
- Formosa XV (Argentina)
- Luque Rugby Club
- San José
- Santa Clara
- Jabalíes Rugby Club

## Ediciones
| Año           | Campeón                            | Segundo puesto                     |
| ------------- | ---------------------------------- | ---------------------------------- |
| 1970          | Asuncion                           | Curda                              |
| 1971          | Asuncion                           | Curda                              |
| 1972          | Asuncion                           | Curda                              |
| 1973          | Asuncion                           | Curda                              |
| 1974          | Asuncion                           | Curda                              |
| 1975          | Asuncion                           | Curda                              |
| 1976          | Asuncion                           | Curda                              |
| 1977          | CURDA                              | Asuncion                           |
| 1978          | CURDA                              | San José                           |
| 1979          | CURDA                              | San José                           |
| 1980          | CURDA                              | San José                           |
| 1981          | CURDA                              | Asuncion                           |
| 1982          | CURDA                              | San José                           |
| 1983          | CURDA                              | San José                           |
| 1984          | CURDA                              | San José                           |
| 1985          | San José                           | CURDA                              |
| 1986          | CURDA                              | San José                           |
| 1987          | San José                           | CURDA                              |
| 1988          | San José                           | CURDA                              |
| 1989          | San José                           | CURDA                              |
| 1990          | San José                           | CURDA                              |
| 1991          | San José                           | CURDA                              |
| 1992          | San José                           | CURDA                              |
| 1993          | San José                           | CURDA                              |
| 1994          | CURDA                              | San José                           |
| 1995          | CURDA                              | San José                           |
| 1996          | San José                           | CURDA                              |
| 1997          | Old King                           | San José                           |
| 1998          | San José                           | CURDA                              |
| 1999          | ENCARNACION                        | Curda                              |
| 2000          | CURDA                              | San José                           |
| 2001          | San José                           | Santa Clara Rugby Club             |
| 2002          | San José                           | Santa Clara Rugby Club             |
| 2003          | San José                           | CURDA                              |
| 2004          | CURDA (Amarillo)                   | CURDA (Negro)                      |
| 2005          | CURDA                              | San José                           |
| 2006          | CURDA                              | Cristo Rey                         |
| 2007          | CURDA                              | Santa Clara Rugby Club             |
| 2008          | CURDA                              | Cristo Rey                         |
| 2009          | CURDA                              | Santa Clara Rugby Club             |
| 2010          | Cristo Rey                         | Luque Rugby Club                   |
| 2011          | Luque Rugby Club                   | Santa Clara Rugby Club             |
| 2012          | CURDA                              | Luque Rugby Club                   |
| 2013          | CURDA                              | Santa Clara Rugby Club             |
| 2014          | Luque Rugby Club                   | Santa Clara Rugby Club             |
| 2015          | Luque Rugby Club                   | CURDA                              |
| 2016          | CURDA                              | Luque Rugby Club                   |
| 2017          | CURDA                              | Luque Rugby Club                   |
| 2018          | CURDA                              | Luque Rugby Club                   |
| 2019          | CURDA                              | San José                           |
| 2020          | Cancelado por pandemia de COVID-19 | Cancelado por pandemia de COVID-19 |
| 2021          | CURDA                              | San José                           |
| 2022 Clausura | CURDA                              | San José                           |
| 2023          | CURDA⁶                             | San José                           |
| Clausura 2024 | San José                           | CURDA                              |
| Apertura 2025 | San José                           | Luque                              |

## Palmarés
| Equipo                                          | Campeonatos | Títulos |
| ----------------------------------------------- | ----------- | --- |
| Club Universitario de Rugby de Asunción (CURDA) | 34          | 1971, 1972, 1973, 1974, 1975, 1976, 1977, 1978, 1979, 1980, 1981, 1982, 1983, 1984, 1986, 1994, 1995, 1999, 2000, 2004, 2005, 2006, 2007, 2008, 2009, 2012, 2013, 2016 2017, 2018, 2019, 2021, 2022, 2023. |
| San José                                        | 15          | 1985, 1987, 1988, 1989, 1990, 1991, 1992, 1993, 1996, 1998, 2001, 2002, 2003, 2024, 2025 |
| Luque Rugby Club                                | 3           | 2011, 2014, 2015. |
| Old King                                        | 1           | 1997. |
| Cristo Rey                                      | 1           | 2010. |
| Asunción                                        | 1           | 1970. |